# Eric Sjöberg
Erik Lennart Sjöberg, född 3 mars 1916 i Enköping, död 9 maj 1995 i Uppsala, var en svensk kyrkoherde och målare.
Han var son till grosshandlaren Knut Adrian Hilmer Sjöberg och Alfrida Maria Höglund och från 1944 gift med tandteknikern Asleig (Astrid) Maria Katarina Uhlin. Sjöberg blev teol. kand 1942 och prästvigdes 1943. Efter ett antal förordnanden på skilda platser blev han komminister i Ragunda församling i Jämtland 1959. Som konstnär var han huvudsakligen autodidakt men fick en viss handledning av Johan Petter Nahlin på Frösön. Separat ställde han ut i bland annat Hammarstrand och han medverkade i samlingsutställningar arrangerade av Jämtlands läns konstförening i Östersund. Hans konst består av stilleben, figurkompositioner och landskapsskildringar utförda i olja, pastell samt akvarell.